# الیزابت وارن
الیزابت وارن (به انگلیسی: Elizabeth Warren) (زادهٔ ۲۲ ژوئن ۱۹۴۹) سناتور ایالت ماساچوست در سنای ایالات متحده آمریکا است که برای نخستین‌بار در ۳ ژانویه ۲۰۱۳ به‌عضویت این مجلس درآمد. وی در زمرهٔ سناتورهای گروه اول است که تنها دو سال در سنا حضور دارند و در انتخابات بعدی نیز مجدداً می‌توانند شرکت کنند و تا تاریخ ۳ ژانویه ۲۰۱۹ در این مجلس خواهد بود. او پیشتر استاد مدرسه حقوق هاروارد بود. وارن از جمله چهره‌های پیشرو و محبوب میان ترقی خواهان آمریکایی محسوب شده و صاحبنظران مکرراً او را از جمله نامزدهای احتمالی انتخابات ریاست‌جمهوری ۲۰۱۶ ایالات متحده آمریکا می‌دانستند گرچه خود گفت برنامه‌ای برای کاندیداتوری ندارد.
وارن در فوریه ۲۰۱۹ نامزدی خود را برای انتخابات مقدماتی ریاست جمهوری ۲۰۲۰ حزب دمکرات اعلام کرد ولی بعد از این رقابت ها کناره گرفت.

## اوایل زندگی
وارن در ۲۲ ژوئن ۱۹۴۹ در اکلاهما سیتی متولد شد. او چهارمین فرزند خانواده است.

### تبار
وارن گفته‌است وقتی بچه بوده اعضای مسن تر خانواده اش به او گفته بودند او تبار سرخپوستی دارد و این که «سرخپوست بودن همواره بخشی از داستان زندگی من بوده استُ حدس می‌زنم، از روزی که متولد شدم» در سال ۲۰۱۲ از وارن بابت این که خود را در یک دایرکتوری در مدرسه حقوق هاروارد از اقلیت‌ها خوانده انتقاد شد. مخالفین گفتند وارن برای پیشرفت کردن شغلی اش از طریق سهمیه‌های اقلیت‌ها تبار خود را جعل کرده‌است. وارن این اتهامات را انکار کرد و همکاران و کارفرمایان متعدد او (از جمله هاروارد) گفته‌اند جایگاه قومی او نقشی در استخدامش نداشته‌است. تحقیق باستن گلوب در سال ۲۰۱۸ «شواهد روشنی» به صورت اسناد و مصاحبه‌ها یافت که ادعای قومیت سرخپوستی توسط وارن هرگز از سوی هیئت علمی حقوق هاروارد که قاطعانه رای به استخدام او دادند، یا کسانی که او را پیشتر در دیگر مدارس حقوق استخدام کرده بودند در استخدام وی لحاظ نشده بوده. PolitiFact
نوشت که پیش از این که مجادله در سال ۲۰۱۲ برانگیخته شود نشانی از این وارن علناً از ریشه‌های سرخپوستی خود سخن گفته باشد وجود ندارد هرچند او در یک کتاب آشپزی محلی اکلاهما در سال ۱۹۸۴ خود را چروکی خوانده بود.
در پی چالشی از سوی رئیس‌جمهور دونالد ترامپ که گفته بود اگر وارن بتواند از طریق آزمون دی ان ای‌تبار سرخپوستی خود را ثابت کند، او یک میلیون دلار به خیریه مورد علاقه وارن کمک خواهد کرد، او نتایج یک تست دی ان ای را در سال ۲۰۱۸ منتشر کرد. نتایج نشان می‌داد که اکثریت قاطع تبار وارن اروپایی است و نتایج شدیداً از وجود یک نیای سرخپوست غیرمختلط در ۶ تا ۱۰ نسل قبل پشتیبانی می‌کرد. استفاده از تست دی ان ای برای تعیین تبار سرخپوستی مورد انتقاد ملت چروکی قرار گرفت و «نامناسب و اشتباه» خوانده شد. وارن بعدتر از رهبری ملت چروکی عذرخواهی کرد و سخنگوی ملت چروکی گفت «چروکی بودن ریشه در قرن‌ها فرهنگ و قانون و نه در آزمون دی ان ای دارد.»
در فوریه ۲۰۱۹ وارن از این که خود را در یک فرم تقاضای کانون وکلای تگزاس در سال ۱۹۸۶ سرخپوست شناسانده عذرخواهی کرد.

## مواضع سیاسی

### سیاست خارجی
وارن حامی پایان جنگ در افغانستان و بیرون کشیدن نیروهای آمریکایی از آن کشور پیش از پایان سال ۲۰۱۴ است. او حامی دولت اسرائیل و خواهان تضمین امنیت آن است. وارن حامی چاره دو کشوری است در عین حال تقاضای عضویت فلسطین در سازمان ملل را غیرسازنده دانسته و گفته او این عضویت را وتو می‌کند. در پی حملات اسرائیل به غزه در تابستان ۲۰۱۴، وارن از حق حملهٔ اسرائیل به بیمارستان‌ها و مدارس فلسطینی در دفاع از خود، در صورتی که حماس پرتاب کنندهٔ موشک در کنار آنها قرار دهد، حمایت کرد.
او ایران را «تهدیدی جدی» برای ایالات متحده دانسته و از تحریم‌ها و همچنین مذاکرات با آن کشور شدیداً حمایت می‌کند.

### سیاست داخلی
وارن حامی انتخاب در خصوص سقط جنین است و با هر نامزد دیوان عالی که مخالف سقط جنین باشد مخالف است. او حامی لایحه حفاظت از بیمار و مراقبت مقرون به صرفه است.
وارن از قانونی شدن استعمال ماری جوانا حمایت کرده‌است. او حامی ازدواج همجنسگرایان و لغو قانون دفاع از ازدواج است.